# Sisto Gara della Rovere
Sisto Gara della Rovere (ur. 1473 w Savonie, zm. 8 marca 1517 w Rzymie) – włoski kardynał.

## Życiorys
Siostrzeniec papieża Juliusza II, który kreował go kardynałem prezbiterem San Pietro in Vincoli na konsystorzu 11 września 1508. Otrzymał od wuja szereg beneficjów kościelnych, był administratorem diecezji Lukka (1507-17), Vicenza (1507-09), Benewent (1509-14) i Saluzzo (1512-16) oraz komendatariuszem opactwa Farfa. Wicekanclerz Świętego Kościoła Rzymskiego od 1508 aż do śmierci. Biskup Padwy od 1509. Uczestniczył w V Soborze na Lateranie oraz w konklawe 1513, które wybrało Leona X. Zmarł w Rzymie w wieku 44 lat, został pochowany w swoim kościele tytularnym San Pietro in Vincoli.